# Daniel Schmidt (Basketballspieler)
Daniel Schmidt (* 16. August 1990 in Bamberg) ist ein ehemaliger deutscher Basketballspieler.

## Laufbahn
Schmidt begann seine Basketball-Laufbahn im Altersbereich U10, spielte bei der BG Litzendorf, dann beim TSV Breitengüßbach und durchlief die dann Nachwuchsabteilung von Brose Bamberg. Ab 2006 trug er das Trikot des TSV Breitengüßbach im Herrenbereich. Der TSV gehört zum Bamberger Nachwuchsnetzwerk und ist eine der Mannschaften, in denen die Bamberger Talente Spielpraxis sammeln. Ab 2008 stand Schmidt zudem im Bamberger Bundesliga-Kader und kam zu Einsätzen in Deutschland höchster Spielklasse sowie in der EuroLeague. Den Durchbruch schaffte Schmidt in Bamberg aber nicht, sondern spielte meist in den Fördermannschaften (erst Breitengüßbach, ab 2013 FC Baunach). Mit Bamberg wurde er als Ergänzungsspieler sechsmal deutscher Meister. In Baunach war er nach dem Aufstieg in die 2. Bundesliga ProA Leistungsträger.
Im Sommer 2016 wurde Schmidt vom Bundesliga-Aufsteiger Science City Jena verpflichtet. Nach einem Jahr wechselte er innerhalb Thüringens zu den Oettinger Rockets, ebenfalls ein Bundesliga-Neuling. Mit den Rockets verpasste er den Klassenerhalt, die Mannschaft wurde anschließend aufgelöst, Schmidt kehrte nach Bamberg zurück. Im Sommer 2019 wurde er von den Skyliners Frankfurt verpflichtet. Sein Vertrag in Frankfurt lief im Mai 2020 aus und wurde nicht verlängert. Danach war er mehrere Monate vereinslos. Im Februar 2021 wurde er Trainingsspieler bei Brose Bamberg.
2023 gelang ihm mit dem TSV Tröster Breitengüßbach der Aufstieg in die 2. Bundesliga ProB, im Sommer 2023 trat Schmidt als Spieler aus dem leistungsbezogenen Basketball zurück. Er trat in Breitengüßbach das Amt des Assistenztrainers an.

### Nationalmannschaft
Mit der deutschen U20-Nationalmannschaft nahm Schmidt 2010 und 2012 an den Europameisterschaften teil.